# 1912 Anubis
Anubis (asteroide 1912) é um asteróide da cintura principal, a 2,620002 UA. Possui uma excentricidade de 0,0970352 e um período orbital de 1 805,25 dias (4,95 anos).
Anubis tem uma velocidade orbital média de 17,48547138 km/s e uma inclinação de 3,16138º.
Esse asteroide foi descoberto em 24 de Setembro de 1960 por Cornelis van Houten, Ingrid van Houten-Groeneveld.